# 軍旗の一覧
軍旗の一覧（ぐんきのいちらん）では、軍旗、軍艦旗、戦闘旗を一覧にする。

## 現在採用されている軍旗

アイスランドの軍旗（政府旗としても使用）
アメリカ海兵隊の軍旗
イギリスのフォークランド諸島の軍旗
カナダ軍の軍旗
ジョージア軍の軍旗
ジンバブエ国防軍の軍旗
セルビア軍の軍旗
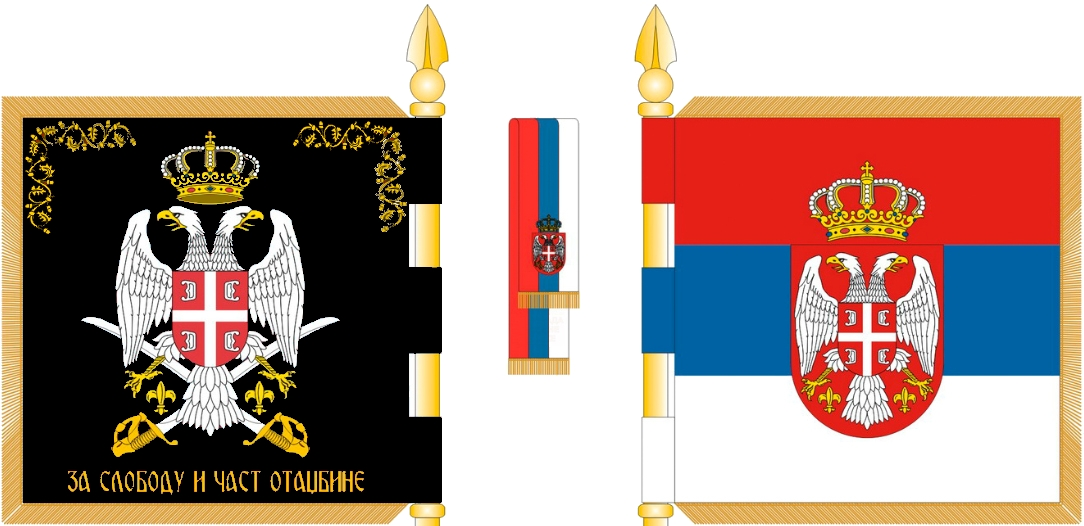
セルビア軍事警察（表と裏）
中華民国国防部の旗
中華民国憲兵の軍旗
中華民国海兵隊の軍旗
中国人民解放軍の軍旗
デンマーク軍の軍旗
ノルウェー陸軍・海軍の軍旗
バチカン市国のスイス近衛兵の旗
ハンガリー軍の軍旗
ボリビアの軍旗
ロシア連邦軍の軍旗
ロシア戦略ミサイル軍の軍旗
ロシア宇宙軍の軍旗
ロシア空挺軍の軍旗

### 陸軍の軍旗

アメリカ陸軍の軍旗
イギリス陸軍の軍旗
インド陸軍の軍旗
ウクライナ陸軍の軍旗
カナダ陸軍の軍旗
ジョージア陸軍の軍旗
ジンバブエ陸軍の軍旗
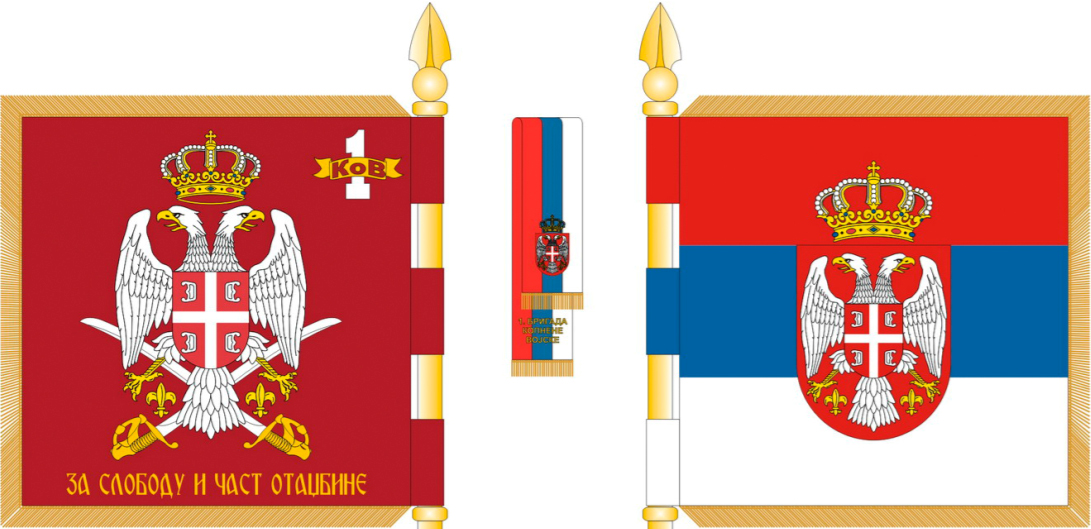
セルビア陸軍の軍旗（表と裏）
大韓民国陸軍の軍旗
中華民国陸軍の軍旗
中国人民解放軍陸軍の軍旗
日本の陸上自衛隊旗[1]
パキスタン陸軍の軍旗
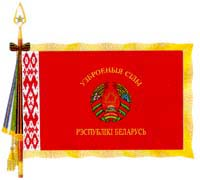
ベラルーシ陸軍の軍旗
ペルー陸軍の軍旗
ポーランド陸軍の軍旗
ポルトガル陸軍の軍旗
マレーシア陸軍の軍旗
モルドバ陸軍の軍旗
ロシア陸軍の軍旗

### 海軍の軍旗・軍艦旗・国籍旗

アイルランド海軍の国籍旗
アゼルバイジャン海軍の軍艦旗
アメリカ海軍の軍旗
アメリカ海軍の国籍旗
アルジェリア海軍の軍艦旗
アルゼンチン海軍の国籍旗
アルバニアの軍艦旗
イギリス海軍の軍艦旗
イタリア海軍の軍艦旗
イタリア海軍の国籍旗
イスラエル海軍の軍艦旗
ウクライナ海軍の軍艦旗
エジプト海軍の軍艦旗
エストニア海軍の軍艦旗
エストニア海軍の国籍旗
オーストラリア海軍の軍艦旗
カナダ海軍の軍艦旗
ギリシア海軍の国籍旗
グルジア海軍の軍艦旗
クロアチア海軍の軍艦旗
クロアチア海軍の国籍旗
ケニア海軍の軍艦旗
コロンビア海軍の軍艦旗
コロンビア海軍の国籍旗
サウジアラビア王国海軍の軍艦旗
サウジアラビア王国海軍の軍艦旗
サウジアラビア王国海軍の国籍旗
ジャマイカ海軍の軍艦旗
シンガポールの軍艦旗
スウェーデン海軍の軍艦旗
スペイン海軍の国籍旗
スリランカ海軍の軍艦旗
セルビア海軍の軍旗
ソロモン諸島の軍艦旗
タイ王国海軍の軍旗
タイ王国海軍の軍艦旗
タイ王国海軍の国籍旗
大韓民国海軍の国籍旗
中華民国海軍の軍艦旗
中華民国海軍の国籍旗
中国人民解放軍海軍の軍艦旗
ドイツの軍艦旗
ドミニカ共和国海軍の軍艦旗
ドミニカ共和国海軍の国籍旗
日本の海上自衛隊の自衛艦旗[1]
日本の自衛隊の国籍旗
ニュージーランド海軍の軍艦旗
ノルウェー海軍の国籍旗
パキスタン海軍の軍艦旗
パキスタン海軍の国籍旗
バルバドス海軍の軍艦旗
ハンガリー海軍の軍艦旗
バングラデシュ海軍の軍艦旗
フィンランド海軍の軍艦旗
フィンランド海軍の国籍旗
ブラジル海軍の国籍旗
フランス海軍の軍艦旗
ブルネイ海軍の軍艦旗
ペルー海軍の国籍旗
ベルギー海軍の軍艦旗
ベルギー海軍の国籍旗
ポーランド海軍の軍旗(通常)
ポーランド海軍の軍艦旗
ポーランド海軍の国籍旗
ボリビア海軍の軍艦旗
ポルトガル海軍の軍艦旗
マルタ海軍の国籍旗
マレーシア海軍の軍艦旗
南アフリカ海軍の軍艦旗
ミャンマー海軍の軍艦旗
メキシコ海軍の国籍旗
モーリシャス海軍の軍艦旗
モロッコ海軍の軍艦旗
ヨルダン海軍の軍艦旗
ラトビア海軍の軍艦旗
ラトビア海軍の国籍旗
リトアニア海軍の軍艦旗
リトアニア海軍の国籍旗
リビア海軍の軍艦旗
ルーマニア海軍の国籍旗
ロシア海軍の軍艦旗
ロシア海軍の国籍旗

### 空軍の軍旗

アメリカ空軍の軍旗
イギリス空軍の軍旗
イスラエル空軍の軍旗
インド空軍の軍旗
ウクライナ空軍の軍旗
エジプト空軍の軍旗
オーストラリア空軍の軍旗
ガーナ空軍の軍旗
カナダ空軍の軍旗
グルジア空軍の軍旗
ケニア空軍の軍旗
コロンビア航空宇宙軍の軍旗
コロンビア航空宇宙軍の軍旗（駐屯・守備）
ジンバブエ空軍の軍旗
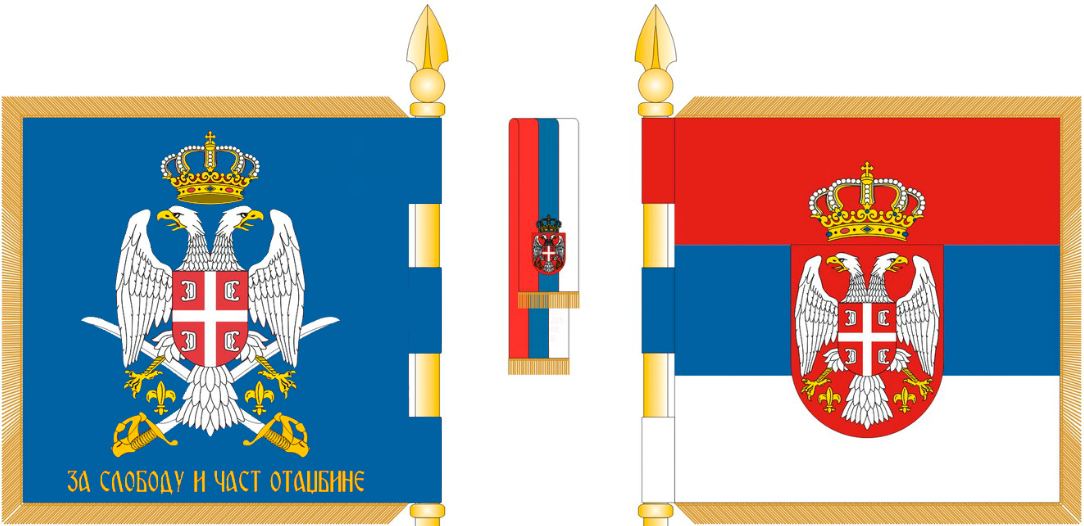
セルビア空軍の軍旗（表と裏）
スリランカ空軍の軍旗
中華民国空軍の軍旗
中国人民解放軍空軍の軍旗
日本の航空自衛隊の旗[1]
ニュージーランド空軍の軍旗
パキスタン空軍の軍旗
ベルギー航空構成部隊の軍旗
ポーランド空軍の軍旗
ボツワナ空軍の軍旗
マレーシア空軍の軍旗
ミャンマー空軍の軍旗
ロシア空軍の軍旗

### 沿岸警備隊・海上保安庁の旗

アメリカ沿岸警備隊の旗(通常)
アメリカ沿岸警備隊の旗(軍事的)
インド沿岸警備隊の旗
ロシア沿岸警備隊の旗
ウクライナ沿岸警備隊の旗
カナダ沿岸警備隊の旗
中華民国海岸巡防署の旗
日本の海上保安庁の旗
王立沿岸警備隊の旗

## 過去に採用されていた軍旗

アメリカ連合国海軍の軍艦旗（1863年-1865年）
アメリカ連合国海軍の艦首旗（1861年-1863年）
アメリカ連合国海軍の艦首旗（1863年-1865年）
ウクライナ人民共和国海軍の軍艦旗
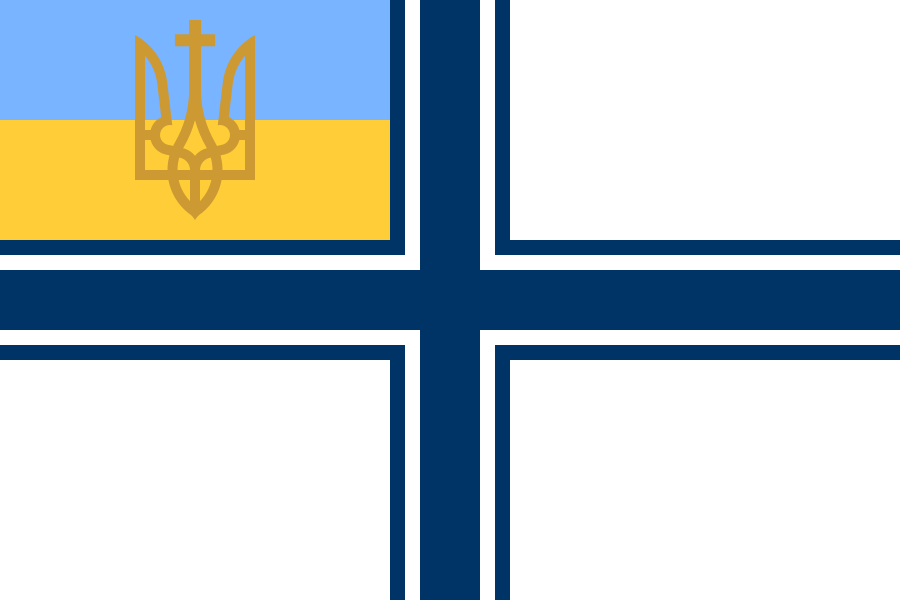
ウクライナ国海軍の軍艦旗
ソ連海軍の軍艦旗
ソ連海軍艦首旗
大日本帝国陸軍の軍旗
帝政ドイツ艦首旗
ヴァイマル共和国軍
ドイツ国防軍(ナチス・ドイツ軍)
国家人民軍（東ドイツ軍）
人民海軍（東ドイツ海軍）
オーストリア・ハンガリー帝国海軍
満洲国軍
大日本帝国海軍の軍(現海上自衛隊軍旗)
警備隊 (保安庁)
警察予備隊・保安隊